# Ōmura (Nagasaki)
Ōmura (大村市 Ōmura-shi?) es una ciudad localizada en la prefectura de Nagasaki, Japón. El 1 de enero de 2009, la ciudad tenía una población estimada de 89,891. El área total es de 126.33 km², incluyendo el aeropuerto de Nagasaki. La ciudad está situada en la ribera de la bahía a la que da nombre, bahía de Ōmura, casi un mar interior.

## Historia
Ōmura es un pueblo-castillo, y fue la capital del dominio Ōmura, fue gobernado por el clan Ōmura por más de 900 años en el período pre-Meiji japonés. Ōmura era el sitio de considerable intercambio extranjero y de fuerte actividad misionera durante el período Muromachi, esta ciudad tenía una fuerte presencia católica; Santa Marina de Omura fue una mártir católica de esta ciudad. Debido a su cercanía con el asentamiento de intercambio neerlandés de Dejima, en Nagasaki, fue una de las primeras áreas de Japón en reanudar el contacto con el exterior al finalizar la política de aislamiento sakoku después de la restauración. En la ópera Madama Butterfly, hay referencias sobre esta ciudad, en esta ópera se narran eventos de la cercana Nagasaki, el lugar de Omara aparece en la línea «ed alla damigella Butterfly del quartiere d'Omara Nagasaki» se refiere a la ciudad de Ōmura. En los años de 1868-1945, Ōmura fue sede de numerosas instalaciones militares como parte del distrito naval de Sasebo, notable principalmente por una base aérea para la Armada aérea imperial japonesa.
La ciudad actual fue fundada el 11 de febrero de 1942. La ciudad fue tuvo mayores afectaciones por los bombardeos de Japón el 25 de octubre de 1944. Su recuperación de postguerra fue asistida por la construcción del aeropuerto de Nagasaki a orillas de la costa en el valle de Ōmura, y por otros proyectos de infraestructura.

## Economía
Ōmura tiene una economía diversa, siendo la manofactura de ladrillo refractario una sus industrias más importante. La industria de lácteos, crianza de aves, y las perlas cultivadas son también de importancia. Sin embargo, debido a su proximidad con los grandes centros urbanos de Nagasaki y Sasebo, Ōmura funciona también como una ciudad dormitorio para ambas ciudades.
La aerolínea Oriental Air Bridge, es una aerolínea regional que tiene su sede en esta ciudad. En su momento J-Air tuvo su sede de operación en el aeropuerto.

## Ciudades hermanas
- Sintra, Portugal
- Minhang, Shanghái, China

## Galería

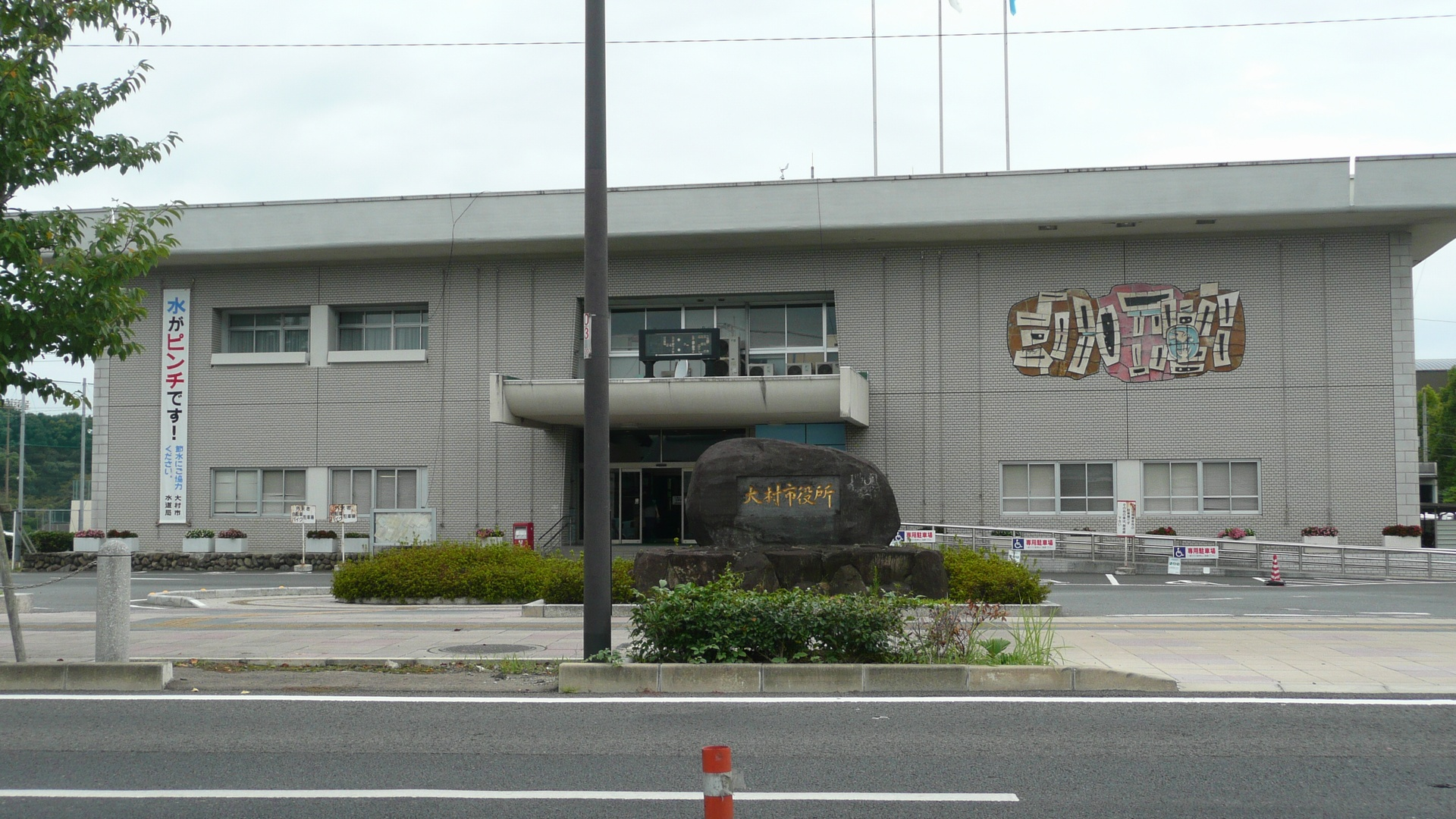
Oficina de la ciudad de Omura